# Ridge Forrester
Ridge Forrester is een personage uit de Amerikaanse soapserie The Bold and the Beautiful (in Vlaanderen uitgezonden onder de titel Mooi en Meedogenloos). De rol werd gespeeld door acteur Ronn Moss vanaf de start in 1987 tot 14 september 2012. Moss besloot zelf de serie te verlaten. Sinds 2013 wordt Ridge gespeeld door acteur Thorsten Kaye.

## Personagebeschrijving

### 1987-1990: Caroline & Brooke
Ridge is de zoon van Eric en Stephanie Forrester. Hij heeft een broer Thorne en drie zussen, Kristen, Felicia en Angela. In de eerste aflevering heeft hij een relatie met Caroline Spencer sr.. Op een feestje denkt hij dat hij haar ziet en gaat naar haar toe, maar als het meisje zich omdraait komt hij oog in oog te staan met Brooke Logan, die de catering verzorgde op het feestje. Hij voelde zich meteen tot haar aangetrokken. Caroline en Ridge gingen trouwen maar de dag voor hun huwelijk liet haar vader Bill Spencer foto’s zien van Ridge en zijn oude vlam Alex Simpson in een compromitterende houding, hoewel er eigenlijk niets aan de hand was en Bill Alex betaald had voor de foto’s. Caroline besloot om toch met het huwelijk door tegaan, maar stortte in vooraleer ze haar geloften kon afleggen. In het ziekenhuis werd ze bezocht door Brooke Logan en ze werden vriendinnen. Nadat ze uit het ziekenhuis kwam ging ze naar haar appartement. Op een avond begeleidde een zekere Ron Deacon haar naar haar appartement en verkrachtte haar. Caroline wilde niet meer thuis blijven wonen en trok bij de Logans in.
Ridge schreef een mooie brief naar Caroline, maar Brooke die samen spande met Thorne, kon deze onderscheppen. Thorne vroeg Caroline ten huwelijk en aangezien zij dacht dat er geen toekomst meer was voor haar en Ridge nam ze zijn voorstel aan. Brooke was haar bruidsmeisje. Toen Caroline het ontdekte van de brief was ze furieus op Brooke en zei ze dat hun vriendschap voorbij was. Ze zei dat ze het niet aan Ridge zou vertellen als Brooke uit haar buurt zou blijven. Hoewel Brooke al snel haar belofte verbrak bleef Caroline toch zwijgen. Brooke wilde maar wat graag trouwen met Ridge en maakte dat de hele tijd duidelijk. Op een avond in de chalet in Big Bear vond ze een verlovingsring in het glas champagne dat ze aan het drinken waren. Brooke werd zwanger maar kreeg dan een miskraam.
Het huwelijk van Caroline en Thorne was inmiddels op de klippen gelopen en Ridge koos ervoor om bij Caroline te zijn nadat hij ontdekte dat ze zijn brief nooit gekregen had. Kort daarna werd er leukemie bij haar vastgesteld. Caroline en Ridge waren heel gelukkig in de korte tijd dat ze bij elkaar mochten zijn. Brooke zocht troost bij Ridge’s vader Eric en trouwde met hem, maar zelfs toen ze zich klaarmaakte voor het huwelijk fantaseerde ze van Ridge. Op haar afscheidsfeestje wilde Caroline dat Ridge met Brooke zou dansen, Eric met Stephanie en zij met Thorne. Ze gaf Brooke haar zegen, maar wist niet dat er nog een kaper op de kust was, Taylor Hayes die haar begeleidde in haar laatste weken.

### 1990-1994: Brooke & Taylor
Stephanie, die Eric terug wou hield Brooke goed in de gaten en liet een verborgen camera installeren in haar laboratorium. De camera stond er een hele tijd, maar Brooke deed niets verkeerd. Ze groeide wel weer dichter naar Ridge toe. Toen Brooke de BeLieF-formule uitvond, waardoor linnen niet meer kreukt, waren zij en Ridge zo opgetogen dat ze elkaar kusten en uiteindelijk seks hadden in het laboratorium. Brooke vertelde uiteindelijk dat zij en Ridge verliefd waren, maar Eric weigerde te scheiden. Brooke deed gemeen tegen Eric, maar hij gaf niet af. Hij deed haar een voorstel: ze moest twee maanden nog bij hem blijven en dan zou hij haar een scheiding toestaan. Hij was ervan overtuigd dat Ridge niet op haar zou wachten. Ridge groeide inmiddels naar Taylor toe en nadat Eric het leven van de kleine Rick redde vond hij dat hij het huwelijk van zijn vader niet kon verstoren. Brooke ging naar Ridge en vond hem in bed met een ordinaire slet. Ze was erg aangedaan dat hij haar bedrogen had en ging weer terug naar haar appartement waar Stephanie al aanwezig was om Eric in te palmen. Ridge had Brooke echter niet bedrogen en had iemand ingehuurd om bij hem in bed te komen liggen. Brooke ontdekte dit en wist nu zeker dat Ridge van haar hield, maar die had intussen Taylor meegenomen mee naar het eiland St.-Thomas en vroeg haar daar ten huwelijk. Ondanks de verloving van Taylor en Ridge besloten Eric en Brooke toch om dat van hen te beëindigen. Blake Hayes, de ex-man van Taylor wilde haar terug en spoorde Karen Spencer op. Ze was de identieke tweelingzus van Caroline en werd als baby ontvoerd. Niemand wist van haar bestaan af tot Bill zich een keer versprak tegen zijn vrouw Margo Lynley. Blake hitste Karen op en maakte haar wijs dat Ridge de liefde van haar leven was en ze ging gesluierd naar Forrester Creations en maakte zich daar aan Ridge bekend. Hoewel ze het evenbeeld van Caroline was en Ridge haar wel een keer kuste sprong de vonk niet helemaal over en Ridge koos voor Taylor.
Eric vroeg een patent aan op de BeLieF-formule, maar zijn advocaat merkte op dat Brooke eigenaar was van de formule en niet van Forrester Creations omdat Brooke niet werkte voor Forrester omdat ze Erics vrouw was en geen salaris kreeg. Ridge liet Brooke papieren ondertekenen waarin ze de rechten afstond. Ridge zei haar wel dat ze de papieren moest lezen, maar Brooke vertrouwde Ridge blindelings en tekende de papieren. Brookes advocaat Connor Davis, die verliefd was op haar en Ridge haatte, werd achterdochtig en ontdekte wat er aan de hand was. Brooke was woedend toen ze het bedrog van Ridge ontdekte en dreigde de Forresters aan te klagen voor fraude. Eric werd gedwongen om 51% van de aandelen van Forrester aan Brooke te geven.
Op de dag van de bruiloft ontdekte Brooke dat ze zwanger was en probeerde het huwelijk tegen te houden, maar kwam te laat. Eric vertelde dat hij ook nog met Brooke geslapen had toen ze een avond dronken was. In 1992 kwam Taylors mentor James Warwick naar La om door Taylor behandeld te worden voor zijn jeugdtrauma’s. Taylor had veel respect en bewondering voor haar college James en dit werd fout geïnterpreteerd door Ridge, die dacht dat ze een verhouding hadden. Brooke was erg eenzaam en na een ruzie met Taylor ging ze naar de chalet in Big Bear, waar ze haar weeën kreeg. Ridge kwam ook naar daar en hielp haar bij de bevalling. Er werd een vaderschapstest gedaan. Sheila Carter, de nieuwe vrouw van Eric wilde de etiketten op de bloedstalen verwisselen omdat ze vreesde dat Eric de vader was. Veiligheidsagent Mike Guthrie betrapte haar en draaide de stalen rond zodat ze niet meer wisten van wie welke staal was en dus ook de uitslag van de test zou niet volledig juist zijn. Ridge werd aangeduid als vader en Brooke besloot om het kind Bridget te noemen, een samenstelling van Brooke en Ridge. Taylor werd erg onzeker over haar huwelijk, maar het hield toch stand. Brooke zag dit in, nam nu genoegen met dokter James Warwick en verloofde zich met hem. Ridge was echter stikjaloers en stopte de bruiloft.
Tijdens een bezoekje aan de Forrester-chalet in Big Bear met James kwam er een aardbeving waardoor de chalet instortte. Taylor en James zaten klem en ze dreigden te bevriezen. James bekende aan Taylor dat hij nog maagd was en dat hij niet als maagd wilde sterven. Uit medelijden bedreef Taylor de liefde met James, uiteindelijk werden ze net op tijd gered. Taylor biechtte dit aan Stephanie op, maar die vond dat Ridge dat niet moest weten. Nadat Taylor naar een medische conferentie ging in het Midden-Oosten legde ze een brief voor Ridge waarin ze over haar onenightstand met James vertelde. Het vliegtuig van Taylor stortte neer en Ridge moest voor de tweede keer zijn vrouw afgeven. Stephanie vond het niet nodig dat Ridge het zou weten van Taylors ontrouw en onderschepte de brief. Ridge vond steun in Brooke en ze werden al snel verliefd op elkaar.

### 1994-1998: Scheiding, Grant en hereniging
Taylor was echter niet omgekomen in de vliegtuigcrash. Taylor werd op de luchthaven overvallen en zwaar toegetakeld en een andere vrouw nam haar plaats met haar ticket en kwam om het leven. Taylor werd gevonden door de Marokkaanse prins Omar. Na een tijd ontwaakte Taylor, die hij Laila noemde, uit haar coma. Een raadgever van de prins probeerde hem ervan te overtuigen dat Taylor nog een leven had in Amerika, maar prins Omar vond dat aangezien Ridge met Brooke ging trouwen Taylor wel niet zo erg zou gemist worden. Taylor die eerst aan geheugenverlies leed kreeg dit langzaam terug en wilde weer naar LA om bij Ridge te zijn. Ridge en Brooke maakten hun huwelijksreis op een jacht, niet ver van de Marokkaanse kust en prins Omar kon het zo regelen dat ze bij hem op bezoek kwamen. Taylor zag Ridge en Brooke van achter een glazen wand. Taylor kon haar bewakers verschalken en geraakte gesluierd bij Ridge en werd voorgesteld als prinses Laila. Hoewel ze de kans had besloot ze om zich toch niet bekend te maken aan hem en hem gelukkig te laten zijn met Brooke. Nadat haar vader een hartaanval gekregen had kon Taylor het niet meer aan en wilde ze terug naar LA.Omar besefte dat Laila niet voor hem bestemd was en liet haar gaan. Taylor kwam vermomd en maakte zich eerst aan Brooke bekend, die haar probeerde te overtuigen om terug naar Marokko te gaan. Nadat Ridge ontdekte dat Taylor nog leefde moest hij een hartverscheurende keuze maken. Hij koos er uiteindelijk voor om van haar te scheiden en bij Brooke en Bridget te blijven.
Sheila, die net een uit instelling kwam probeerde weer bevriend te worden met Brooke, maar zij wees haar af. Dan vond Ridge een brief waarin stond dat Brooke de dokter die de vaderschapstest gedaan had had omgekocht. Er stond in dat ze de uitslag niet wilde weten of het kind nu van Ridge was of van Eric. Brooke ontkende dit en de enige die haar verhaal kon bevestigen was dokter Tracy Peters, die echter de dag ervoor vermoord werd. Men vermoedde dat Sheila de brief had geschreven, maar dit kon niet bewezen worden. Na een nieuwe test bleek dat Bridget de dochter van Eric was. Brooke verloor haar verstand en verdween. Na een lange zoektocht, vergezeld door Lauren Fenmore, die verliefd was op Ridge, vond Ridge Brooke terug op Barbados, ze wist niet meer wie ze was. Eric en Stephanie hadden intussen het hoederecht over Rick en Bridget. Toen Brooke weer beter was weigerden ze die terug te geven waardoor Brooke haar kinderen ontvoerde. Eric gaf nu toe en gaf het hoederecht weer aan Brooke.
Brooke werd bevriend met de nieuwe ontwerper van Forrester, Grant Chambers, die al snel verliefd werd op haar. Stephanie was op de hoogte van die gevoelens en zorgde ervoor dat Ridge de twee zag kussen (een vaarwelkus die hun relatie eigenlijk beëindigde). Ridge was verbolgen en op de modeshow liep Taylor model met de bruidsjurk en op de catwalk vroeg Ridge haar ten huwelijk. Ze droeg de jurk die Ridge voor Brooke ontworpen had en gaf haar de verlovingsring die voor Brooke bedoeld was. Brooke begreep het niet en was er het hart van in. Brooke besloot dan om met Grant te trouwen. Thorne probeerde Ridge ervan te overtuigen om het huwelijk stop te zetten omdat hij van Brooke hield. Ridge deed er alles aan om het huwelijk, dat op een boot plaatsvond, te verhinderen, maar kwam te laat. Grant werd ook de nieuwe directeur-generaal van Forrester Creations. Kort daarna werd Grant neergeschoten. Ridge werd gearresteerd en Brooke had een schuldgevoel omdat ze dacht dat dit haar schuld was. Uiteindelijk bleek dat Rick Grant had neergeschoten en dat Grant hem probeerde te beschermen en daardoor Ridge beschuldigde. Brooke was erg aangedaan dit te vernemen en beloofde in de toekomst er meer te zijn voor haar kinderen. Ridge werd vrijgelaten.
Clarke Garrison ontdekte dat het huwelijk van Brooke en Grant ongeldig was omdat de kapitein van het schip een oplichter was. Brooke besloot om alles uit de kast te halen om Ridge en Taylor uit elkaar te krijgen. Ze lokte hem in bed, wetende dat Taylor hen kon zien. Taylor wilde net aan Ridge vertellen dat ze zwanger was, maar nadat ze Ridge en Brooke samen zag overtuigde Thorne haar om te doen alsof het kind van hem was. Thorne was verliefd geworden op Taylor. Nadat Brooke ontdekte dat Ridge de vader was twijfelde ze of ze de waarheid zou zeggen aan Ridge, maar ze wist dat Ridge enkel bij haar was omdat hij dacht dat Taylor hem bedrogen had met Thorne. Nadat de Forresters naar Italië gingen aan het Comomeer vroeg Ridge Brooke daar ten huwelijk. Taylor wilde intussen toch de waarheid vertellen aan Ridge, maar Thorne en Brooke konden dit verhinderen. Toen Taylor niet wilde opgeven vertelde Brooke dat ze ook zwanger was. Taylor was achterdochtig en wilde hiervan bewijs. Brooke schoof de ceremonie een uur vooruit zodat Taylor te laat zou zijn, maar op haar weg naar de bruiloft kreeg Taylor weeën en beviel van de jongen Thomas. Brooke en Ridge gingen op huwelijksreis en daar vertelde Brooke dat ze een miskraam had gekregen. Nadat ze terug in Los Angeles waren vertelde Taylor toch de waarheid aan Ridge en de rol die Brooke hierin gespeeld had. Ridge confronteerde Brooke en vroeg of ze de zwangerschap geveinsd had, maar ze bleef volhouden dat dit niet zo was. Ridge liet zijn huwelijk met Brooke annuleren en ging weer naar Taylor. De kleine Bridget leidde echter onder het feit dat Ridge weg was en liep van huis weg. Nadat ze terugkwam duurde het nog een hele tijd voor ze hier overheen was. Brooke stortte zich op haar werk en startte met de lingerielijn Brooke’s Bedroom, wat de Forresters niet allemaal konden appreciëren. Ze probeerde zo Ridge terug te winnen, maar hij maakte haar duidelijk dat hij voor Taylor gekozen had.

### 1998-2002: Goed huwelijk met Taylor
In 1999 begon Taylor te werken met Pierce Peterson, die verliefd werd op Taylor, maar zij kon aan de verleiding weerstaan, Ridge was wel heel jaloers. Dan werd Taylor zwanger van een tweeling. Nadat ze in contact kwam met een landloper aan het strandhuis werd ze besmet met tuberculose. De landloper overleed en Taylors toestand verergerde. Ze weigerde antibiotica te nemen omdat dit de gezondheid van haar kinderen kon schaden. Taylor was erg zwak toen ze beviel van Phoebe en Steffy. Haar geest verliet zelfs even haar lichaam en deze kwam in contact met de geest van de overleden landloper die haar kon overtuigen om te vechten voor haar leven en kinderen en terug te keren. Taylor genas wonderbaarlijk.
Brooke zocht steun bij Thorne, waar ze al jaren een goede band mee had en de twee werden smoorverliefd op elkaar, maar besloten om hun relatie geheim te houden. Toen Stephanie lucht kreeg van de relatie kreeg ze een beroerte. De hele familie was kwaad op het koppel. Brooke was echter vastberaden om een leven met Thorne uit te bouwen. Voor zaken gingen de Forresters naar Venetië. Daar probeerde Ridge Brooke te verleiden zodat Thorne zou inzien dat Brooke van hem hield. Hij ensceneerde een ruzie met Taylor en vertelde Brooke dat zij de vrouw van zijn leven was en probeerde haar te kussen op haar bed. Thorne zag dit alles gebeuren en was verbolgen. Toen Brooke Ridge wegduwde was Thorne al weg. Brooke was woedend op Ridge en Eric omdat ze dit geënsceneerd hadden. Thorne trouwde met Macy Alexander, maar kon zijn gevoelens voor Brooke niet verbergen. Macy kwam om het leven en hij trouwde met Brooke.
Brooke nam Morgan DeWitt aan als ontwerpster bij Forrester Creations. Morgan is een ex van Ridge. Ze waren een koppel toen ze tieners waren en Morgan raakte zwanger. Ze ging naar Stephanie voor raad die haar een abortus opdrong en haar de stad uit stuurde. Morgan heeft dit nooit kunnen verwerken. Morgan werd een goede vriendin van Taylor en ze vroeg aan Ridge om haar opnieuw zwanger te maken zodat ze het verleden eindelijk kon laten rusten. Nadat Taylor haar vader Jack Hamilton ging bezoeken leende Morgan de laptop van Taylor en stuurde een mail naar Ridge waarin Taylor zogezegd haar zegen gaf om met Morgan te slapen. Ridge en Morgan bedreven de liefde. Toen Taylor terugkwam ontdekte Ridge dat Morgan hem erin geluisd had. De vriendschap tussen Morgan en Taylor was al snel over. Na een fikse ruzie bij Ridge thuis tussen beide dames viel Morgan van het balkon af en kreeg een miskraam. Taylor en Ridge gingen met de kinderen op reis met een jacht. Steffy was plots verdwenen en iedereen dacht dat ze door een haai opgegeten was. Morgan had Steffy echter laten ontvoeren en verborg haar bij haar thuis. Ze deed haar een pruik op zodat ze op Morgan zou lijken. Toen Taylor op een keer bij Morgan thuis was ontdekte ze de waarheid en werd dan ook gevangengenomen door haar. Morgan liet een bericht achter aan Ridge in naam van Taylor dat ze stad uit ging voor een tijdje. Ridge kon dit niet geloven en ontdekte de waarheid. Hij reed met zijn auto door de woonkamer van Morgan en verenigde zich met Taylor en Steffy. Morgan verdween achter de tralies
Bridget was inmiddels getrouwd met Deacon Sharpe en dat was niet naar de zin van Brooke. Op een dag probeerde Brooke Deacon ervan te overtuigen dat Amber Moore zijn zielsverwant was en dat het erg was als je niet bij je zielsverwant kon zijn. Ze dacht elke dag aan haar zielsverwant, Thorne stond te luisteren en dacht dat het over hem ging, maar dan zei Brooke dat ze elke dag aan Ridge dacht. Thorne, die al zijn hele leven in de schaduw van Ridge had moeten staan, was woedend en liet zijn huwelijk annuleren.
In augustus 2001 kwam Massimo Marone naar Los Angeles. Hij was een jeugdliefde van Stephanie en had altijd contact met haar gehouden en vond dat Eric geen man voor haar was.
Brooke besloot om opnieuw haar kans te wagen bij Ridge, die inmiddels drie kinderen had met Taylor. Massimo betaalde de vader van Brooke 5 miljoen dollar om te veinzen dat hij zwaar ziek was zodat Brooke voor hem zou gaan zorgen in Parijs. Nadat Brookes leven in gevaar kwam doordat ze bijna van de Eiffeltoren viel biechtte Stephen alles op. Ridge ontdekte het bedrog van Stephanie en Massimo en bracht Brooke weer veilig naar Los Angeles. Ook Taylor was betrokken en Brooke was zeker dat Ridge Taylor nu zou verlaten, maar hij bleef bij Taylor. Ridge was wel woedend op Massimo en zijn bemoeienissen. Na een fikse ruzie in het kantoor van Massimo werd Ridge gewond en moest hij bloed krijgen en toen Eric niet de geschikte bloedgroep had wist Stephanie dat Ridge niet de zoon van Eric kon zijn, maar die van Massimo. Ze smeekte Massimo om dit geheim te houden.
Massimo stuurde Ridge een klein stukje taart en maakte hem zo duidelijk dat dat zijn aandeel was in het familiebedrijf. Ridge besefte dat Brooke 51% van de aandelen in handen had en dat de overige 49% moest gedeeld worden met Thorne en zijn zussen en dat terwijl hij de topontwerper was. Brooke begon nu een affaire met haar schoonzoon Deacon. Ze ging naar een kuuroord zodat niemand zou ontdekken dat ze zwanger was en maakte Ridge directeur-generaal van Forrester Creations in haar afwezigheid. Ridge gaf Taylor een plaatsje in de bestuursraad en zag nu zijn kans om het bedrijf te stelen van Brooke. Ridge had volmacht van Brooke's aandelen en wilde de statuten van het bedrijf veranderen dat niet degene met de meeste aandelen, Brooke dus, de macht had maar dat iedereen in de beheerraad even veel te zeggen had. Rick en Deacon probeerden dit te voorkomen door Brooke terug te halen. De stemming was gebeurd toen ze de vergaderzaal binnen kwam, maar omdat ze eerder die dag een opdracht had gegeven aan iemand binnen het bedrijf verviel de volmacht van Ridge. Brooke ontsloeg Ridge meteen uit zijn functie en maakte hem weer ontwerper. Ridge kon dit niet verkroppen en riep later een nieuwe vergadering bij elkaar waarin hij eiste dat Brooke hem opnieuw directeur-generaal moest maken. Eric vond de houding van zijn zoon ongepast en vroeg een stemming om Ridge uit het bedrijf te zetten. Ridge was ontzet toen zijn familie tegen hem stemde en hem de deur wees. Na een ruzie met Rick en Deacon bezeerde hij zijn hand waardoor hij niet meer kon ontwerpen. Hij ging nu bij Massimo werken. Hij kon niet meer met zijn familie opschieten, vooral niet met zijn broer Rick en diens vrouw Amber. Dit werd een probleem toen Taylor Amber begon te helpen met haar drugsprobleem en ze nam haar later in huis toen Rick en Amber uit elkaar gingen. Amber werd door Sheila ontvoerd, die haar wilde vermoorden, maar Massimo en Stephanie konden dit net op tijd verhinderen. Sheila kon echter ontsnappen en reed naar het huis van Eric en hield hem onder schot. Taylor dacht dat Eric in gevaar was nu Sheila weer in LA was en ging naar zijn huis waar Sheila haar nu ook onder schot nam. Terwijl Taylor Sheila probeerde te overtuigen om zich over te geven kwam Brooke de kamer binnen. Eric probeerde het pistool van Sheila af te pakken en Sheila schoot Brooke en Taylor neer. Brooke was slechts lichtgewond, maar Taylor was zwaar toegetakeld. De dokters hadden geen hoop meer en Taylor wilde losgekoppeld worden van de machines en in vrede sterven. Ze stierf in de armen van Ridge.

### 2002-2005: Brooke is de vrouw van zijn leven
Na de dood van Taylor troostte Brooke Ridge opnieuw. Om Ridge op te beuren daagde Eric hem uit tot een modeduel in Portofino. Na de show zou de winnaar bekendgemaakt worden, maar Ridge stopte de wedstrijd en verklaarde dat ze beiden gewonnen hadden. In Portofino kregen hij en Brooke weer romantische gevoelens voor elkaar. Brooke kon ook de relatie met Bridget enigszins herstellen. Deacon keerde na enkele maanden terug naar LA en Brooke moest niets meer van hem weten. Hij vertelde aan Ridge dat hij de vader was van Hope, maar Ridge kon Brooke uiteindelijk vergeven. Bridget, die erachter was gekomen dat Massimo de vader was van Ridge en dat ze helemaal niet verwant was met hem, werd verliefd op Ridge. Ook Ridge kwam te weten dat Massimo zijn vader was en probeerde nu de band met Eric weer zo goed mogelijk te herstellen. Brooke blies de bruiloft af toen ze dacht dat Ridge ook verliefd was op Bridget en werd goed bevriend met Nick Marone, die verliefd was op haar. Ze koos uiteindelijk toch voor Ridge en trouwde met hem op een eiland in Zuid-Amerika. Enkele uren later al werd Ridge ontvoerd door Sheila Carter en het leek alsof hij in een brandende oven was omgekomen. Nick troostte Brooke en de twee bedreven de liefde. Dan bleek het dat Ridge nog in leven was en keerden Brooke en Ridge terug naar LA. Dan ontdekte Brooke dat ze zwanger was en niets wist wie de vader was. Een vaderschapstest wees Nick als vader aan. Ridge wilde het kind opvoeden alsof het van hem was, maar Brooke wilde voor één keer het juiste doen voor haar kinderen en liet haar huwelijk met Ridge ontbinden.
Ondanks de verloving met Nick kon ze Ridge niet vergeten. Jackie Payne, de moeder van Nick, had intussen ontdekt dat er een fout was gebeurd in het laboratorium en dat Ridge wel de vader zou kunnen zijn. Hopende dat het kind toch van Nick was en nadat ze zag dat hij zielsgelukkig was besloot ze om dit niet te vertellen. Op de bruiloft van Nick en Brooke viel Ridge binnen en hij kreeg Brooke zover om hem een tweede kans te geven. Brooke kreeg thuis weeën en met de hulp van Ridge beviel ze. Dan daagde Nick op met de mededeling dat het kind van Ridge kon zijn en dat er een nieuwe test gedaan moest worden, daaruit bleek dat Ridge inderdaad de vader was van R.J. (Ridge Junior). Kort daarna trouwden Brooke en Ridge opnieuw.
Maanden ging het goed tussen hen, totdat Bridget terug naar LA kwam en nog steeds verliefd was op Ridge. Amber deed er alles aan om aan te tonen dat Ridge en Bridget fout bezig waren en dat lukte haar gedeeltelijk. Ridge was kwaad dat niemand hem geloofde en nadat hij een hersenschudding had opgelopen en nog eens door Nick werd neergeslagen wist hij niet meer wie hij was. Hij belandde aan de bar van Café Russe waar hij Morgan tegen kwam, die inmiddels uit de instelling ontslagen was. Ze ontvoerde Ridge naar Italië en maakte hem wijs dat zijn familie niets meer met hem te maken wilde hebben. Enkele weken later werd hij gevonden door Amber. Brooke en Ridge verenigden zich weer, maar hun geluk duurde slechts enkele dagen. Bridget stond nu op het punt te trouwen met Nick toen een gillende vrouw de ceremonie verstoorde. Toen Ridge ging kijken dacht hij achter een sluiter Taylor te herkennen. Niemand wilde hem geloven en hij groef zelfs het graf van Taylor op, waarin een pop lag. Daarop kwam ze tevoorschijn en legde uit dat ze jaren in coma had gelegen en opnieuw bij prins Omar in Marokko geweest was. Ridge stond nu voor een hartverscheurende keuze. Nadat Stephanie een hartaanval veinsde, koos hij ervoor om bij Taylor te blijven.
Brooke kon haar koffers pakken, maar vertrouwde het hele zaakje niet en met de hulp van Jackie Payne ontdekte ze dat Stephanie 1 miljoen dollar had betaald aan dokter Mark MacClaine om haar te helpen bij de geveinsde hartaanval. De hele familie was woedend op Stephanie en ook Taylor die het een blijk van wantrouwen in haar vond. Taylor bleef zich afvragen of Ridge wel echt voor haar gekozen zou hebben als Stephanie er niet was geweest. Ridge gaf toe dat hij nog steeds van Brooke hield en Taylor kon dit niet meer aan en vroeg hem het huis te verlaten. Ze werd nu bevriend met Hector Ramirez en kuste met hem toen. Taylor liet het niet verder komen maar had een enorm schuldgevoel. Een tijdje later kwam Ridge thuis en ze biechtte de kus met Hector aan hem op en ging zelfs nog verder, ze vertelde Ridge over haar slippertje met James in Big Bear meer dan tien jaar geleden. Ridge was bereid om Taylor te vergeven voor haar ontrouw, maar kon haar niet vergeven voor de hypocriete houding die ze al die jaren had aangenomen tegenover Brooke. Ridge liet zijn huwelijk met Taylor annuleren. Hij beseft dat Brooke de vrouw van zijn leven is en doet er alles aan om haar terug te krijgen. Zij is de interesse echter verloren en zit achter Nick aan.